# Nightwing (album)
Pour les articles homonymes, voir Nightwing.
Albums de Marduk
Here's No Peace
(1997) Panzer Division Marduk
(1999)
Nightwing est le cinquième album studio du groupe suédois de black metal Marduk. L'album sort en avril 1998 sous le label Osmose Productions.

## Production
Cet album est le début d'une trilogie : le thème de celui-ci est le sang, le thème de l'album suivant, Panzer Division Marduk, est la guerre et le dernier, La Grande Danse macabre, a pour thème la mort. Le tout forme la trilogie du sang, de la guerre et de la mort, la vision que Marduk a du black metal.
Au niveau des thèmes des paroles, l'album se divise en deux parties distinctes, ou chapitres, comme il est marqué sur le disque. La première partie est intitulée Chapitre I - Dictionnaire Infernal et la seconde Chapitre II - The Warlord of Wallachia, centrée autour de la vie de Vlad l'Empaleur.

## Liste des pistes
Chapitre I - Dictionnaire Infernal
1. Preludium – 2:09
2. Bloodtide (XXX) – 6:43
3. Of Hells Fire – 5:22
4. Slay the Nazarene – 3:48
5. Nightwing – 7:34

Chapitre II - The Warlord of Wallachia
1. Dreams of Blood and Iron – 6:19
2. Dracole Wayda – 4:07
3. Kaziklu Bey (The Lord Impaler) – 4:02
4. Deme Quaden Thyrane – 5:06
5. Anno Domini 1476 – 2:13

## Musiciens
- Legion – chant
- Morgan Steinmeyer Håkansson – guitare
- B. War – basse
- Fredrik Andersson – batterie